# Micimackó (dal)
A Micimackó egy popdal.
Először Halász Judit énekelte 1971 januárjában a televízió „Téli rizi bizi” című műsorában.
Ugyanez év végén jelent meg Koncz Zsuzsa és az Illés-együttes előadásában a Kis virág című albumon. Zenéjét és szövegét Alan Alexander Milne azonos című műve és Karinthy Frigyes műfordítása alapján Bródy János írta.
Később Halász Judit lemezén is megjelent, és azóta is legtöbbször ő énekli, egyik legismertebb, szinte emblematikus dalává vált. Koncz Zsuzsa 1978-as Aranyalbumán is hallható. Később a Republic együttes és Bródy János is feldolgozta. A televízióban korabeli klip is készült belőle Koncz Zsuzsa előadásában, majd a ’80-as években Halász Judit önálló tv-show-jában is szerepelt.
A mű ihlette Halász Judit egy később előadott dalát is, melynek címe: Micimackó és barátai Babits Mihály versét éneklik.

## Az első lemezkiadások
| Év   | Előadó       | Cím                    | Formátum  |
| ---- | ------------ | ---------------------- | --------- |
| 1971 | Koncz Zsuzsa | Kis virág              | nagylemez |
| 1973 | Halász Judit | Kép a tükörben         | nagylemez |
| 1976 | Koncz Zsuzsa | Micimackó/A kis herceg | kislemez  |